# Matia Bazar
Matia Bazar es un grupo musical italiano de música pop, música ligera y rock formado en Génova en 1975. 

## Historia
El grupo nació de la unión de Carlo Marrale (voz, coro y guitarra), Piero Cassano (voz y teclado) y Aldo Stellita (bajo y letrista de la banda), todos ex-componentes del grupo JET, con Giancarlo Golzi (batería) y Antonella Ruggiero (voz), llamada «Matia» (en dialecto genovés "loca").
Debutaron con el disco single de 1975 "Stasera, che sera" (Esta tarde, qué tarde). En 1978 ganaron el Festival de la Canción de Sanremo con "...E dirsi ciao" (...Y decirse adiós). En 1979 participaron en el Festival de la Canción de Eurovisión con el tema Raggio di luna en la voz de Antonella Ruggiero; ese mismo año son invitados a participar en el show del Festival de Viña del Mar.
Después de conseguir éxitos internacionales como Sólo tú y Tú o La sencillez, Piero Cassano deja la agrupación en 1981 para dedicarse a sus proyectos en solitario y a la producción musical de Eros Ramazzotti, siendo reemplazado por Mauro Sabbione, quien gracias a sus teclados y composiciones (Palestina, Elettrochoc, Bambini di poi), caracterizará el período del grupo definido como electrónico. 
En 1983 ganan el Premio de la crítica en el Festival de Sanremo con una de sus canciones más famosas "Vacanze romane" (Vacaciones romanas). En 1985 ganan de nuevo el mismo premio con "Souvenir". Del mismo año es una de sus canciones más conocidas, "Te siento". Mauro Sabbione sale del grupo en 1984, siendo reemplazado al año siguiente por el tecladista Sergio Cossu, que había colaborado en las sesiones de grabación del álbum "Aristocratica" del año anterior.
En 1989 Antonella Ruggiero sale del grupo y es sustituida por Laura Valente en 1990, con una nueva vocalista el grupo vuelve a participar en Sanremo en 1992 y 1993 con "Piccoli giganti" y "Dedicato a te". En 1993 Carlo Marrale abandona el grupo para emprender carrera como solista. En 1998 muere Aldo Stellita, bajo, líder y letrista de la banda y como consecuencia, Laura Valente y Sergio Cossu abandonan la formación.
Con Giancarlo Golzi como capitán histórico, retorna Piero Cassano para retomar la carrera de la agrupación genovesa con la incorporación del músico  Fabio Perversi y una nueva cantante: Silvia Mezzanotte. Con esta nueva formación el grupo participa en tres ediciones consecutivas del Festival de Sanremo: en 2000 "Brivido caldo" (Escalofrío cálido), en 2001 "Questa grande nostra storia d'amore" y en 2002 son proclamados vencedores con "Messaggio d'amore". En 2004 Silvia Mezzanotte abandona temporalmente el grupo para concentrarse en su carrera en solitario. Al año siguiente Matia Bazar vuelve a Sanremo con la canción Grido d'amore (logrando el tercer lugar en la categoría de Grupos), y con una vocalista nueva, Roberta Faccani. La colaboración con Roberta Faccani termina en 2010 y regresa Silvia Mezzanotte. El 29 de marzo de 2011 se estrena el nuevo CD "Conseguenza logica". Al año siguiente se lanza una edición especial del CD por la participación del grupo en Sanremo 2012 con la canción "Sei Tu", que no clasificó a la final del certamen.
En 2015 Matia Bazar celebra 40 años de actividad y lanzan un CD/DVD en vivo de los conciertos de la gira anterior, e inician el tour de aniversario, es en medio de esta gira que fallece Giancarlo Golzi, el 12 de agosto de 2015. Posteriormente Silvia Mezzanotte y Piero Cassano abandonaron definitivamente el grupo.
En 2017 comienza la nueva era de Matia Bazar, liderada por Fabio Perversi. El nuevo comienzo de la banda se inicia con el sencillo "Verso il punto più alto" lanzado el 15 de enero de 2018, una canción que presenta la nueva formación: el teclista Fabio Perversi; la nueva vocalista Luna Dragonieri; Flame Cardani en la batería; Paola Zadra al bajo y Piero Marras a la guitarra.

## Participaciones en el Festival de Sanremo
- 1977: Festival de Sanremo con Ma perchè (Carlo Marrale, Piero Cassano y Aldo Stellita);
- 1978: Festival de Sanremo con ...E dirsi ciao (Giancarlo Golzi, Aldo Stellita, Piero Cassano, Carlo Marrale e Antonella Ruggiero);
- 1983: Festival de Sanremo con Vacanze Romane (Carlo Marrale e Giancarlo Golzi);
- 1985: Festival de Sanremo con Souvenir (Aldo Stellita, Carlo Marrale y Sergio Cossu);
- 1988: Festival de Sanremo con La prima stella della Sera (Aldo Stellita, Sergio Cossu y Carlo Marrale);
- 1992: Festival de Sanremo con Piccoli giganti (Aldo Stellita, Sergio Cossu, Carlo Marrale y Laura Valente);
- 1993: Festival de Sanremo con Dedicato a te (Laura Valente, Maurizio Bassi, Sergio Cossu, Aldo Stellita e Carlo Marrale);
- 2000: Festival de Sanremo con Brivido Caldo (Giancarlo Golzi y Piero Cassano);
- 2001: Festival de Sanremo con Questa nostra grande storia d'amore (Giancarlo Golzi e Piero Cassano);
- 2002: Festival de Sanremo con Messaggio d'amore (Giancarlo Golzi y Piero Cassano);
- 2005: Festival de Sanremo con Grido d'Amore (Giancarlo Golzi y Piero Cassano);
- 2012: Festival de Sanremo con Sei tu (Piero Cassano; Giancarlo Golzi y Fabio Perversi)
- Wikimedia Commons alberga una categoría multimedia sobre el Festival de la Canción de San Remo.

## Miembros del grupo

### Voz
- Antonella Ruggiero - de 1975 a 1989
- Laura Valente - de 1990 a 1998
- Silvia Mezzanotte - de 1999 a 2004 y de 2010 a 2016
- Roberta Faccani- de 2005 a 2010
- Luna Dragonieri desde 2017

### Instrumentos
- Piero Cassano - desde 1975 a 1981 y desde 1999 a 2017
- Giancarlo Golzi - desde 1975 a 2015
- Aldo Stellita - desde 1975 a 1998 (bajo y letrista)
- Carlo Marrale - desde 1975 a 1994
- Mauro Sabbione- desde 1981 a 1984
- Sergio Cossu - desde 1984 a 1998
- Fabio Perversi - desde 1999
- Fiamma Cardani - desde 2017
- Paola Zadra - desde 2017
- Piero Marras - desde 2017

## Discografía
- Matia Bazar 1 - 1976
- Gran Bazar - 1977
- L'oro dei Matia Bazar - 1977
- Semplicità - 1978
- Tourneé - 1979
- Il tempo del sole - 1980
- Berlino, Parigi, Londra - 1981
- Tango - 1983
- Architetture Sussurranti - 1984
- Aristocratica -1984
- Melanchólia - 1985
- Meló - 1987
- Matia Bazar - Best - 1988
- Red corner - 1989
- Anime pigre - 1991
- Tutto il meglio dei Matia Bazar - 1991
- Dove le Canzoni si avverano - 1993
- Radiomatia - 1995
- Benvenuti a Sausalito - 1997
- Brivido caldo - 2000
- Dolce canto – 2001
- Messaggi dal vivo – 2002
- Profili svelati - 2005
- One1 Two2 Three3 Four4 - 2007
- Conseguenza Logica - 2011